# Układ kostny gadów

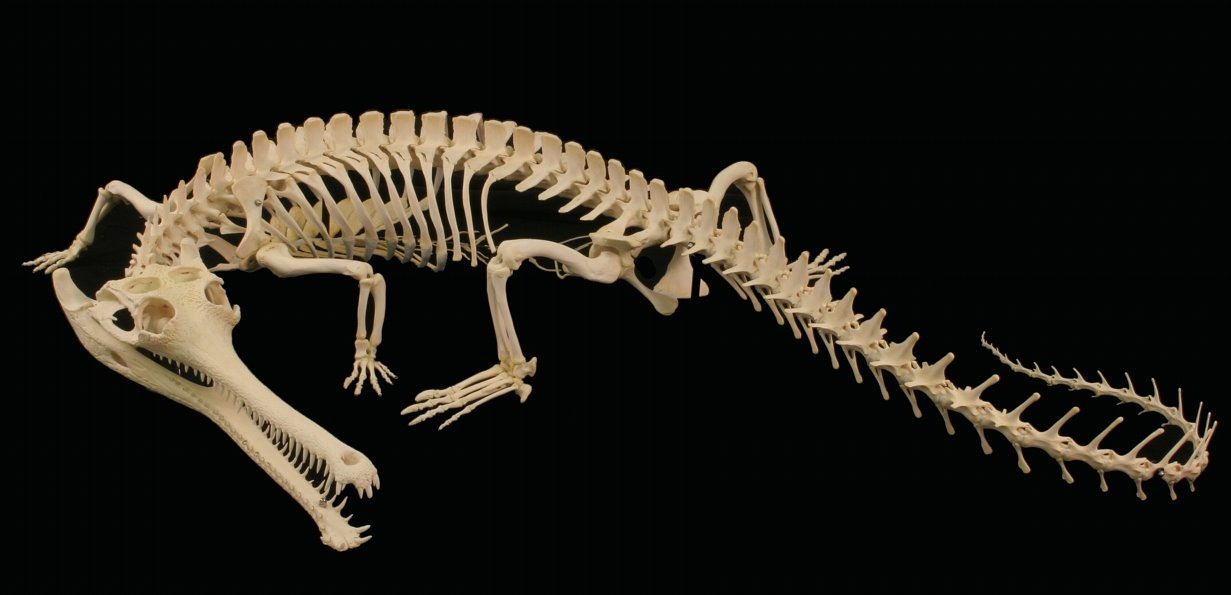
Szkielet gawiala

Układ kostny gadów – układ kostny występujący u gadów.
Pierwotny pokrój ciała gadów zachował się w największym stopniu u jaszczurek i krokodyli. Jednak i u tych zachodziły modyfikacje takiej sylwetki – krokodyle mają wydłużoną głowę, a u niektórych jaszczurek (podobnie jak u węży) zanikły kończyny i ciało uległo wydłużeniu. Jednoczesne zwiększenie liczby kręgów nadało mu znaczną giętkość. Wśród żółwi tendencja ewolucyjna była odwrotna – ich ciało uległo skróceniu i usztywnieniu przez pancerz kostno-rogowy. Jeszcze inne modyfikacje nastąpiły u rozmaitych grup gadów kopalnych.

## Budowa kończyn i zjawisko ruchu
Kończyny gadów są pierwotnie pięciopalcowe, na ogół rozstawione na boki, ale podczas biegu mogą być podciągane bardziej pod tułów, który unosi się wówczas nad ziemią. Zwykle poruszaniu się towarzyszą boczne wygięcia ciała. Kończyny tylne są głównym narządem napędowym na lądzie. Współcześnie tylko niektóre jaszczurki potrafią biegać na tylnych nogach. Południowoamerykański bazyliszek (Basiliscus) potrafi nawet biegać po wodzie. Dwunożna lokomocja była częsta zwłaszcza u wielu dinozaurów. Gady wodne mają kończyny płetwiaste; u krokodyli występują błony pławne, a u żółwi morskich kończyny przednie mają postać jednolitych płetw, służących od "podwodnego lotu". Palce gadów są zwykle zakończone rogowymi pazurami.

## Ogon
Gady mają na ogół długi, ruchliwy ogon. U krokodyli jest on narządem napędowym podczas pływania. Zarówno u waranów jak i u krokodyli może być też potężną bronią, silne uderzenie mogłoby przewrócić i połamać nogi dorosłemu człowiekowi. U jaszczurek może on być odrzucany w razie zagrożenia. Zjawisko to nosi nazwę autotomii ogona. Na skutek skurczu mięśni ogon odpada i przez pewien czas się wije, odciągając uwagę napastnika. Ogon ulega potem częściowej regeneracji.

## Łuski i linienie
Ciało gadów pokryte jest silnie zrogowaciałym naskórkiem (łuski). Skóra nie zawiera gruczołów, więc gady się nie pocą, co uniemożliwia utratę wilgoci przez powierzchnię ciała. Rogowe łuski jaszczurek i węży zachodzą na siebie dachówkowato. U węży łuski na brzuch są szczególnie duże i szerokie, pozwala to na zaczepienie się o podłoże podczas poruszania. Tworzą jednak jednolitą ciągła warstwę co sprawia, że jest zrzucana w całości, proces ten nazywamy linieniem. Nie należy jednak mylić linienia gadów ze zrzucaniem pancerza u stawonogów, określanym tą samą nazwą.

## Skóra i kostki skórne
Wiele gadów jest jaskrawo ubarwionych dzięki komórkom pigmentowym w głębszej warstwie naskórka. Może występować zróżnicowane barw w okresie godowym. Przykładem może być samiec jaszczurki zielonej, który ma wtedy błękitne podgardle. Kameleony zaś słyną ze zdolności zmiany barwy skóry w zależności od koloru podłoża i od własnego nastroju. Skostnienia skórne pojawiające się w skórze gadów to właśnie tarczki na grzbiecie krokodyli. U żółwi cały tułów zakrywa pancerz złożony ze zrośniętych tarczek pokrytych płytkami rogowymi. Granice tarczek nie pokrywają się z krawędziami płytek, co czyni pancerz mocniejszym.

## Czaszka i zęby
Gadzi szkielet jest silnie skostniały, bardzo mało elementów chrzęstnych. Czaszka połączona jest z kręgosłupem jednym kłykciem potylicznym. Żuchwa złożona z kilku części m.in. kości szczękowej, kości kwadratowej, kości stawowej, kości żuchwowej. Zęby gadów znajdują się na brzegu pyska, są wszystkie jednakowe, stożkowate, zazwyczaj zagięte do wnętrza paszczy. Roślinożerne jaszczurki mają zęby spłaszczone i karbowane na brzegach. Zęby jadowe występują u wielu węży i północnoamerykańskiej helodermy (jednego z dwóch jadowitych jaszczurek na świecie). Jad spływa do rany rowkiem wzdłuż zęba. Głowa jest w pełni ruchoma, dzięki dwóm pierwszym silnie zmienionym kręgom szyjnym, tzw. dźwigacz i obrotnik, takie samo rozwiązanie funkcjonuje u ssaków. Ważnym usprawnieniem występującym u gadów jest obecność okien skroniowych. Odgraniczone kostnym łukiem skroniowym i mieszczące mięśnie szczęk. Jaszczurki i węże wtórnie utraciły dolny łuk skroniowy, na rzecz zwiększenia kinetyczności czaszki. Żuchwa podwieszona jest do kości kwadratowej która może wykonywać ruchy na bok i w tył.

## Kręgosłup i żebra
W kręgosłupie współczesnych gadów można już wyróżnić odcinki: szyjny, piersiowy, lędźwiowy, i ogonowy. Żebra w odcinku piersiowym są połączone nierzadko z mostkiem tworząc sprężystą klatkę piersiową. Nie tyczy się to węży, których żebra nie łączą się po stronie brzusznej, dając to możliwość rozciągania tułowia przy połykaniu sporych ofiar.